# Vagn Simonsen
Vagn Simonsen (født 9. august 1935 i København) er en dansk journalist.
Simonsen blev uddannet journalist fra Morsø Folkeblad og var senere på Fyns Venstreblad, Fyns Socialdemokrat, Ekstra Bladet samt Politiken og Jyllands-Postens lokalredaktioner i Odense indtil han i 1965 kom til TV-Avisen. Han blev senere vært på bl.a. Næste uges TV, og var en årrække tilknyttet DR's tekst-tv. Ved etableringen af TV 2 i 1988 blev han vært på TV 2 Nyhederne.
Vagn Simonsen blev i april 2008 som 72 årig fyret som en del af en sparerunde på TV2  
Sideløbende med sin journalistiske karriere har han uddannet sig til folkeskolelærer ved Zahles Seminarium i 1970'erne og har desuden studeret sociologi, kunsthistorie, film- og teatervidenskab samt tysk ved Københavns Universitet. Han deltog aktivt i studenteroprøret på Københavns Universitet i 1968.